# Floresta tropical decídua
Florestas tropicais decíduas são florestas tropicais, em climas com acentuado período seco.